# Ferrocarril de Siberia Oriental

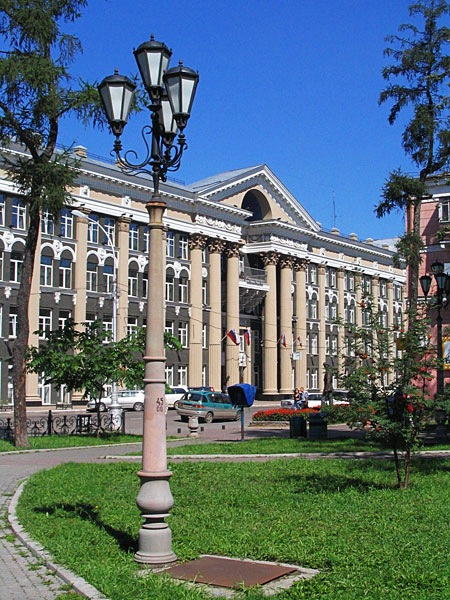
Sede central del Ferrocarril de Siberia Oriental en Irkutsk.

El Ferrocarril de Siberia Oriental (en ruso: Восточно-Сибирская железная дорога) es un ferrocarril en Rusia, una rama de los Ferrocarriles Rusos y una parte del ferrocarril Transiberiano, que cruza el óblast de Irkutsk, óblast de Chita, Buriatia y Yakutia. La administración central se encuentra en Irkutsk. Las fronteras del Ferrocarril de Siberia Oriental son el ferrocarril de Krasnoyarsk (estación de tren de Yurty), el ferrocarril Transbaikal (estación de tren de Petrovsky Zavod), y el ferrocarril Baikal-Amur (estación de tren de Lena-Vostochnaya). Hacia el sur, el ferrocarril de Siberia Oriental pasa cerca de la frontera ruso-mongola (estación de tren de Naushki). A partir de 2008, la longitud total de trabajo del Ferrocarril de Siberia Oriental era de 3.848,1 km, con 46.233 empleados en total (61.418 en 2005), un peso neto transportado de 76 millones de toneladas (75.934 millones en 2005); el tráfico de larga distancia fue de 3,6 millones de pasajeros (4,83 millones en 2005); tráfico suburbano de 29 millones de personas (26,22 millones en 2005). El movimiento de carga anual es de 278 millones de toneladas.

## Divisiones y usos
El ferrocarril de Siberia Oriental se compone de cuatro divisiones: la División Ferroviaria Irkutsk, la División Ferroviaria Severobaikalsk, la División Ferroviaria Taishet y la División Ferroviaria Ulan-Ude.
El ferrocarril conecta las regiones del este de Siberia, Transbaikal y el Lejano Oriente de Rusia con el resto de la red ferroviaria nacional. El ferrocarril de Siberia Oriental sirve a las principales zonas industriales de mineral de hierro y carbón, refinación de petróleo, tala y procesamiento de madera, empresas y fábricas energéticas, químicas, de construcción de maquinaria o metalurgia no ferrosa. Además, el ferrocarril sirve a regiones agrícolas productora de cereales y ganaderas. Los principales puntos de partida y de llegada de carga son Cheremkhovo, Korshunikha, Kitoy-Kombinatskaya, Sukhovskaya, Irkutsk-Sortirovochniy, Ulan-Ude, Lena y Bratsk.